# Те са сред нас
Те са сред нас (на английски: They Live) е американски фантастичен трилър от 1988 г. на режисьора Джон Карпентър по собствен сценарий на разказа на Рей Нелсън „В осем сутринта“.

## Сюжет
Джон Нада (Роди Пайпър) — безработен от Колорадо, попаднал в Лос Анджелис за да си търси късмета се прехранва като работи на строеж. Чернокожият Франк (Кийт Дейвид) с когото той се сприятелява му помага да намери покрив над главата си. По стечение на обстоятелствата в ръцете му попадат тъмни очила, които преобръщат живота му.